# 덮개 (대수학)
호몰로지 대수학에서 덮개(영어: cover)는 주어진 대상의, 특정 조건을 만족시키는 "가장 가까운" 근사이며, 이는 동형 사상 아래 유일하다. 특히, 주어진 대상을 사영 대상으로 근사하는 사영 덮개(영어: projective cover)의 개념이 자주 사용된다. 그 쌍대 개념은 껍질(영어: envelope, hull)이며, 특히 주어진 대상을 단사 대상으로 근사하는 단사 껍질(영어: injective envelope, injective hull)의 개념이 자주 사용된다.

## 정의
범주 {\displaystyle {\mathcal {C}}} 속의 대상들의 모임 {\displaystyle {\mathfrak {X}}}가 주어졌다고 하자. 그렇다면, 대상 {\displaystyle X\in {\mathcal {C}}}의 {\displaystyle {\mathfrak {X}}}-덮개는 다음 세 조건들을 만족시키는 사상 {\displaystyle f\colon {\tilde {X}}\to X}이다.
- {\displaystyle {\tilde {X}}\in {\mathfrak {X}}}
- 임의의 대상 {\displaystyle Y\in {\mathfrak {X}}} 및 사상 {\displaystyle g\colon Y\to X}에 대하여, 항상 {\displaystyle f\circ {\tilde {g}}=g}가 되는 사상 {\displaystyle {\tilde {g}}\colon Y\to {\tilde {X}}}가 존재한다. (그러나 이는 유일할 필요가 없다.) 즉, {\displaystyle {\mathfrak {X}}}의 모든 원소는 {\displaystyle \{f\}}-사영 대상이다.
{\displaystyle {\begin{matrix}&Y\\\scriptstyle \exists \!\!\!\!\!\!&\downarrow &\searrow \\&{\tilde {X}}&\to &X\end{matrix}}}
- 임의의 자기 사상 {\displaystyle g\colon {\tilde {X}}\to {\tilde {X}}}에 대하여, 만약 {\displaystyle f\circ g=f}라면 {\displaystyle g}는 자기 동형 사상이다.

만약 마지만 조건을 생략할 경우, 준덮개(準-, 영어: precover)의 개념을 얻는다.
그 쌍대 개념은 {\displaystyle {\mathfrak {X}}}-껍질(영어: {\displaystyle {\mathfrak {X}}}-envelope, {\displaystyle {\mathfrak {X}}}-hull)이라고 한다.
특히, 다음과 같은 경우가 흔히 쓰인다.
- 만약 {\displaystyle {\mathfrak {X}}}가 사영 대상들의 모임일 경우, {\displaystyle {\mathfrak {X}}}-덮개를 사영 덮개(영어: projective cover)라고 한다.
- 만약 {\displaystyle {\mathfrak {X}}}가 단사 대상들의 모임일 경우, {\displaystyle {\mathfrak {X}}}-껍질을 단사 껍질(영어: injective envelope)이라고 한다.
- 만약 {\displaystyle {\mathcal {C}}}가 어떤 가군 범주이며, {\displaystyle {\mathfrak {X}}}가 평탄 가군들의 모임일 경우, {\displaystyle {\mathfrak {X}}}-덮개를 평탄 덮개(영어: flat cover)라고 한다.
- 만약 {\displaystyle {\mathcal {C}}}가 어떤 가군 범주이며, {\displaystyle {\mathfrak {X}}}가 꼬임 없는 가군들의 모임일 경우, {\displaystyle {\mathfrak {X}}}-덮개를 꼬임 없는 덮개(영어: torsion-free cover)라고 한다.

## 성질
{\displaystyle {\mathfrak {X}}}-덮개는 항상 동형 사상 아래 유일하다. (그러나 이 동형 사상은 유일하지 않을 수 있다.)
사영 대상을 충분히 가지는 범주 {\displaystyle {\mathcal {C}}}의 사영 대상 {\displaystyle P\in {\mathcal {C}}} 및 사상 {\displaystyle f\colon P\to A}에 대하여, 다음 두 조건이 서로 동치이다.:15, Theorem 1.2.12
- {\displaystyle f}는 사영 대상에 대한 덮개이다.
- {\displaystyle f}는 잉여적 전사 사상이다.

마찬가지로, 단사 대상을 충분히 가지는 범주 {\displaystyle {\mathcal {C}}}의 단사 대상 {\displaystyle Q\in {\mathcal {C}}} 및 사상 {\displaystyle f\colon A\to Q}에 대하여, 다음 두 조건이 서로 동치이다.:14, Theorem 1.2.11
- {\displaystyle f}는 단사 대상에 대한 덮개이다.
- {\displaystyle f}는 본질적 단사 사상이다.

특히, 환 {\displaystyle R}에 대하여, {\displaystyle R}-왼쪽 가군의 범주 {\displaystyle _{R}\operatorname {Mod} } 또는 {\displaystyle R}-오른쪽 가군의 범주 {\displaystyle \operatorname {Mod} _{R}}는 둘 다 사영 대상을 충분히 가지는 범주이자 단사 대상을 충분히 가지는 범주이므로, 위 두 정리가 성립한다.

### 존재
단사 대상을 충분히 가지는 쌍대 완비 AB5 아벨 범주 {\displaystyle {\mathcal {A}}}의 모든 대상은 항상 단사 껍질을 갖는다. 마찬가지로, 사영 대상을 충분히 가지는 완비 AB5* 아벨 범주 {\displaystyle {\mathcal {A}}^{\operatorname {op} }}의 모든 대상은 항상 사영 덮개를 갖는다.
환 {\displaystyle R}가 주어졌다고 하자. {\displaystyle R}-왼쪽 가군의 범주 {\displaystyle _{R}\operatorname {Mod} }의 임의의 대상 {\displaystyle _{R}M\in {}_{R}\operatorname {Mod} }에 대하여, 다음이 성립한다.
- {\displaystyle M}은 항상 단사 껍질을 갖는다.
- {\displaystyle M}은 항상 평탄 덮개를 갖는다.[2]
- 만약 {\displaystyle R}가 왼쪽 완전환이라면, {\displaystyle M}은 항상 사영 껍질을 갖는다. (그러나 임의의 환 위의 가군에 대하여, 사영 껍질은 일반적으로 존재하지 않을 수 있다.)
- {\displaystyle M}은 항상 꼬임 없는 덮개를 갖는다.[3]:511, Example XVI.2.11[1]:17, Theorem 1.3.2[4] 여기서 꼬임 없는 왼쪽 가군 {\displaystyle _{R}M}은 임의의 {\displaystyle r\in R}에 대하여 {\displaystyle \operatorname {Tor} _{1}^{R}(R/rR,M)=0}을 만족시키는 왼쪽 가군이다.

### 부자연성
범주 {\displaystyle {\mathcal {C}}}가 다음 조건들을 만족시킨다고 하자.
- 사영 대상을 충분히 가지는 범주이며, 모든 대상이 사영 덮개를 가진다.
- 생성 대상을 갖는다.
- 사영 대상이 아닌 대상이 존재한다.

그렇다면, 다음과 같은 조건들을 만족시키는 자기 함자 {\displaystyle F\colon {\mathcal {C}}\to {\mathcal {C}}} 및 자연 변환 {\displaystyle \eta \colon F\Rightarrow \operatorname {Id} _{\mathcal {C}}}가 존재할 수 없다.
- 임의의 대상 {\displaystyle X\in {\mathcal {C}}}의 {\displaystyle F}에 대한 상 {\displaystyle F(X)}는 사영 대상이다.
- {\displaystyle \eta }의 모든 성분 {\displaystyle \eta _{X}\colon F(X)\to X}는 사영 덮개를 이룬다.

특히, 임의의 환 {\displaystyle R}에 대하여, 왼쪽 가군 범주 {\displaystyle _{R}\operatorname {Mod} }는 항상 쌍대 생성 대상을 가지므로 위 정리가 적용된다. 즉, 모든 왼쪽 가군이 단사 가군이거나, 아니면 단사 껍질은 자연 변환의 성분이 될 수 없다. 마찬가지로, 왼쪽 가군 범주 {\displaystyle _{R}\operatorname {Mod} }에서 {\displaystyle _{R}R}는 생성 대상을 이룬다. 만약 추가로 {\displaystyle R}가 왼쪽 완전환이라고 하면, 항상 사영 덮개가 존재하지만, 만약 사영 왼쪽 가군이 아닌 왼쪽 가군이 존재한다면, 위 정리에 따라서 사영 덮개는 자연 변환의 성분이 될 수 없다.

## 예
자명한 경우로, 만약 범주 {\displaystyle {\mathcal {C}}}에서 대상 모임 {\displaystyle {\mathfrak {X}}}가 주어졌을 때, 대상 {\displaystyle X\in {\mathfrak {X}}}의 {\displaystyle {\mathfrak {X}}}-덮개의 개념은 {\displaystyle X}를 공역으로 하는 동형 사상의 개념과 같으며, {\displaystyle {\mathfrak {X}}}-껍질의 개념은 {\displaystyle X}를 정의역으로 하는 동형 사상의 개념과 같다.

## 역사
단사 껍질의 개념은 1953년에 베노 에크만(독일어: Beno Eckmann)과 안드레아스 쇼프(독일어: Andreas Schopf)가 도입하였고, 같은 논문에서 이들은 모든 가군이 유일한 단사 껍질을 가짐을 증명하였다. "단사 껍질"(영어: injective hull)이라는 용어는 1958년에 최초로 사용되었다.
그 쌍대 개념인 사영 덮개의 개념은 1960년에 하이먼 배스가 도입하였다.:§5
꼬임 없는 덮개의 개념은 1963년에 에드거 얼 이넉스(영어: Edgar Earle Enochs)가 도입하였다.
일반적인 범주에서의 덮개의 개념은 이넉스가 1981년 논문에서 도입하였다. 이 논문에서 이넉스는 모든 가군이 평탄 덮개를 가진다고 추측하였고,:191 이 추측은 2001년에 증명되었다.